# Uzuki (tàu khu trục Nhật) (1925)
Uzuki (tiếng Nhật: 卯月) là một tàu khu trục hạng nhất thuộc lớp Mutsuki của Hải quân Đế quốc Nhật Bản, bao gồm mười hai chiếc được chế tạo sau Chiến tranh Thế giới thứ nhất. Được xem là tiên tiến vào lúc đó, những con tàu này đã phục vụ như những tàu khu trục hàng đầu của Nhật trong những năm 1930, nhưng được xem là đã lạc hậu vào lúc Chiến tranh Thái Bình Dương nổ ra; dù sao lớp Mutsuki vẫn được giữ lại ở tuyến đầu nhờ tầm xa hoạt động và kiểu ngư lôi mạnh mẽ mà chúng được trang bị. Uzuki đã tham gia nhiều hoạt động khác nhau cho đến khi bị tàu phóng lôi Mỹ đánh chìm gần Cebu vào tháng 12 năm 1944.

## Thiết kế và chế tạo
Việc chế tạo lớp tàu khu trục Mutsuki được chấp thuận như một phần của chương trình phát triển Hải quân Đế quốc Nhật Bản sau khi Hiệp ước Hải quân Washington có hiệu lực, và chúng được đặt hàng trong năm tài chính 1923. Lớp tàu này là một phiên bản nối tiếp và cải biến dựa trên các lớp tàu khu trục lớp Minekaze và Kamikaze trước đó, vốn chia sẻ nhiều đặc tính thiết kế chung. Uzuki được đặt lườn tại Xưởng đóng tàu Ishikawajima ở Tokyo vào ngày 11 tháng 1 năm 1924, được hạ thủy vào ngày 15 tháng 10 năm 1925 và được đưa ra hoạt động vào ngày 14 tháng 9 năm 1926. Thoạt tiên chỉ được gọi đơn giản là "Tàu khu trục số 25" (第二十五号駆逐艦, Dai-25-Gō Kuchikukan), nó được đổi tên thành Uzuki vào ngày 1 tháng 8 năm 1928.

## Lịch sử hoạt động
Vào cuối những năm 1930, Uzuki tham gia các hoạt động trong cuộc Chiến tranh Trung-Nhật, hỗ trợ việc đổ bộ lực lượng Nhật Bản lên miền Trung và miền Nam Trung Quốc, và trong việc xâm chiếm Đông Dương vào năm 1940.
Vào lúc xảy ra cuộc tấn công Trân Châu Cảng, Uzuki nằm trong thành phần Đội khu trục 23 thuộc Hải đội Tàu sân bay 2 trong thành phần Không hạm đội 1 Hải quân Đế quốc Nhật Bản, và được bố trí từ Hahajima thuộc quần đảo Ogasawara như một phần của lực lượng Nhật Bản chiếm đóng Guam. Nó quay trở lại Truk vào đầu tháng 1 năm 1942 để tham gia lực lượng đổ bộ lên Kavieng, New Ireland vào ngày 23 tháng 1, rồi quay trở về Truk một tháng sau đó. Trong tháng 3, Uzuki hỗ trợ cho việc đổ bộ lực lượng Nhật Bản lên khu vực phía Bắc quần đảo Solomon, Lae và quần đảo Admiralty.
Uzuki được tái bố trí về Hạm đội 4 Hải quân Đế quốc Nhật Bản vào ngày 10 tháng 4. Trong Trận chiến biển Coral ngày 7-8 tháng 5 năm 1942, Uzuki được phân công hộ tống tàu chở dầu Hoyo Maru tại khu vực đảo Shortland, và quay trở về Xưởng hải quân Sasebo để tái trang bị vào ngày 28 tháng 5. Đến cuối tháng 6, Uzuki đặt căn cứ tại Truk, được phân công hộ tống các đoàn tàu vận tải chuyển các đội xây dựng sân bay từ Truk đến Bougainville và Guadalcanal, và tuần tra chung quanh Rabaul. Trong cuộc tấn công đảo Buka ngày 21-22 tháng 7, Uzuki bị máy bay Đồng Minh bắn phá, làm tổn thất 16 thành viên thủy thủ đoàn. Vào ngày 11 tháng 8, Uzuki khởi hành từ Rabaul để cứu những người còn sống sót của chiếc tàu tuần dương Kako. Vào cuối tháng 8, trong khi thực hiện một chuyến đi vận chuyển "Tốc hành Tokyo" đến Guadalcanal, Uzuki bị hư hại do những quả bom ném suýt trúng trong một cuộc tấn công bởi máy bay ném bom B-17 Flying Fortress của Không lực Mỹ, và bị buộc phải rút lui ngang qua Rabaul, Truk và Saipan trở về Sasebo để sửa chữa vào ngày 14 tháng 9.
Uzuki được phân về Hạm đội 8 Hải quân Đế quốc Nhật Bản vào ngày 1 tháng 12 năm 1942, và đã hộ tống tàu sân bay Chuyo từ Yokosuka đến Truk, cùng một đoàn tàu vận tải từ Truk đến Rabaul vào cuối năm. Tuy nhiên, tại Rabaul vào ngày 25 tháng 12 Uzuki chịu đựng hư hại nặng khi va chạm với chiếc tàu vận tải Nankai Maru bị trúng ngư lôi, và phải được các tàu khu trục Ariake và Urakaze kéo về Rabaul để sửa chữa khẩn cấp. Trong khi ở tại Rabaul, nó lại bị hư hại trong một cuộc không kích vào ngày 5 tháng 1 năm 1943. Tàu khu trục Suzukaze đã kéo Uzuki đến Truk để tiếp tục sửa chữa, và từ đây Uzuki quay trở về Sasebo bằng chính động lực của mình, đến nơi vào ngày 3 tháng 7. Khi công việc sửa chữa hoàn tất vào giữa tháng 10, Uzuki quay trở lại Truk và hộ tống các tàu tuần dương Kiso và Tama, cả hai chất đầy binh lính, đi đến Rabaul. Vào ngày 23-24 tháng 10, Uzuki đi đến vịnh Jacquinot thuộc New Britain để cứu vớt những người còn sống sót của con tàu chị em Mochizuki. Uzuki tiếp tục các chuyến đi vận chuyển "Tốc hành Tokyo" trong suốt khu vực quần đảo Solomon cho đến cuối tháng 11. Vào ngày 24-25 tháng 11, Uzuki đối đầu các tàu khu trục Hải quân Mỹ trong trận chiến mũi St. George trong khi lực lượng Nhật Bản triệt thoái khỏi Buka, nhưng không bị hư hại. Trong tháng 12, Uzuki được phân công hộ tống các tàu chở dầu đi lại giữa Rabaul, Truk và Palau.
Vào tháng 1 năm 1944, Uzuki hộ tống chiếc tàu tuần dương Nagara quay trở về Nhật Bản. Sau khi được tái trang bị tại Xưởng hải quân Sasebo, Uzuki hộ tống đoàn vàn vận tải chuyển binh lính từ Yokosuka đến Palau, Yap, Saipan và Truk cho đến cuối tháng 6. Trong Trận chiến biển Philippine ngày 19-20 tháng 6, Uzuki nằm trong thành phần Lực lượng Tiếp tế thứ hai. Vào ngày 20 tháng 6, nó cứu vớt thủy thủ đoàn của chiếc tàu vận tải Genyo Maru, rồi đánh chìm con tàu đã bị hư hại này bằng hải pháo. Đến ngày 18 tháng 7, được phân về Hạm đội Liên hợp, Uzuki tiếp tục hộ tống các đoàn tàu vận tải từ Kure đến Manila và Singapore cho đến giữa tháng 11; và vào ngày 20 tháng 11, nó được phân về Hạm đội 5 Hải quân Đế quốc Nhật Bản.
Vào ngày 12 tháng 12, trong khi hộ tống một đoàn tàu vận tải chuyển binh lính từ Manila đến Ormoc, Uzuki trúng phải ngư lôi phóng từ các tàu tuần tra-phóng lôi PT boat PT-490 và PT-492. Chiếc tàu khu trục nổ tung và chìm với tổn thất toàn bộ nhân sự trên tàu, ở vị trí cách 80 km (50 dặm) về phía Đông Bắc Cebu, ở tọa độ 11°03′B 124°23′Đ / 11,05°B 124,383°Đ.
Uzuki được rút khỏi danh sách Đăng bạ Hải quân vào ngày 10 tháng 1 năm 1945.

## Danh sách thuyền trưởng
- Trung tá Kiichiro Gouda (sĩ quan trang bị trưởng): ??? - 14 tháng 9 năm 1926
- Trung tá Kiichiro Gouda: 14 tháng 9 năm 1926 - 1 tháng 12 năm 1927
- Trung tá Tsunemitsu Yoshida: 1 tháng 12 năm 1927 - 11 tháng 7 năm 1928
- Thiếu tá Aritomo Goto: 11 tháng 7 năm 1928 - 23 tháng 7 năm 1928
- Trung tá Tsunemitsi Yoshida: 23 tháng 7 năm 1928 - 10 tháng 12 năm 1928
- Lực lượng dự bị: 10 tháng 12 năm 1928 - 1 tháng 12 năm 1930
- Thiếu tá Shigeyasu Nishioka: 1 tháng 12 năm 1930 - 1 tháng 12 năm 1931
- Thiếu tá Kaju Sugiura: 1 tháng 12 năm 1931 - 15 tháng 11 năm 1933
- Thiếu tá Toshio Shimizu: 15 tháng 11 năm 1933 - 10 tháng 10 năm 1935
- Thiếu tá Yoshio Inoue: 10 tháng 10 năm 1935 - 1 tháng 12 năm 1936
- Thiếu tá Miyoji Okabe: 1 tháng 12 năm 1936 - 1 tháng 12 năm 1937
- Thiếu tá Yasuatsu Suzuki: 1 tháng 12 năm 1937 - 5 tháng 3 năm 1938
- Thiếu tá Itsuro Suzuki: 5 tháng 3 năm 1938 - 15 tháng 12 năm 1938
- Thiếu tá Hagumu Ishii: 15 tháng 12 năm 1938 - 15 tháng 11 năm 1939
- Thiếu tá Chuzo Ujie: 15 tháng 11 năm 1939 - 15 tháng 11 năm 1940
- Thiếu tá Masao Nishimura: 15 tháng 11 năm 1940 - 25 tháng 5 năm 1942
- Thiếu tá Hitoshi Takeuchi: 25 tháng 5 năm 1942 - 25 tháng 5 năm 1943
- Thiếu tá Yoshiro Watanabe: 25 tháng 5 năm 1943 - 12 tháng 12 năm 1944; tử trận, được truy thăng vượt cấp lên Đại tá